# Juliusz II
Juliusz II (łac. Iulius II, wł. Giulio II, właśc. Giuliano della Rovere; ur. 5 grudnia 1443 w Albisoli, zm. 21 lutego 1513 w Rzymie) – papież w okresie od 1 listopada 1503 do 21 lutego 1513. Imię papieskie wybrał na cześć Juliusza Cezara.
Jeden z najpotężniejszych i najbardziej wpływowych papieży. Był centralną postacią wysokiego renesansu, pozostawiając po sobie znaczące dziedzictwo kulturowe i polityczne. W wyniku jego polityki, podczas wojen włoskich Państwo Kościelne pozostało niezależne i scentralizowane, zachowując wpływy dyplomatyczne i polityczne przez cały XVI wiek zarówno we Włoszech, jak i całej Europie.
W 1506 założył Muzea Watykańskie i zapoczątkował przebudowę bazyliki św. Piotra.

## Życiorys

### Wczesne życie
Urodził się 5 grudnia 1443 w Albisoli. Pochodził z rodu della Rovere i był jednym z pięciorga dzieci Rafaella della Rovere i Teodory di Giovanni Maneroli. Siedmioosobowa rodzina żyła w biedzie, a on sam miał zostać wychowany na kupca. Jego kuzynem był kardynał Girolamo Basso della Rovere, a bratem  kondotier, Giovanni della Rovere.
Po okresie dzieciństwa spędzonym w miejscu urodzenia wstąpił do zakonu franciszkanów, którego generałem był wtedy jego stryj Francesco della Rovere, ostatecznie jednak nie złożył ślubów zakonnych. Rozpoczął studia prawnicze w Perugii. Kiedy stryj został papieżem, przyjmując imię Sykstus IV (1471–1484) Giuliano zaczął szybko awansować w hierarchii kościelnej. Sprawował wiele urzędów kościelnych; był m.in.: biskupem Carpentras (1471–1472), biskupem Lozanny (1472–1476), biskupem Katanii (1473–1474), Awinionu (1474–1503; od 1475 arcybiskupem), biskupem Coutances (1476–1477), biskupem Viviers (1477–1478), biskupem Mende (1478–1483), biskupem Bolonii (1483–1502), biskupem Lodeve (1488–1489), biskupem Savony (1499–1502), biskupem Vercelli (1502–1503).
W 1472 otrzymał (jako komendatariusz) opactwo Grottaferrata w diecezji tuskulańskiej. W latach 1473–1486 był opatem Gorze w Lotaryngii. W latach 1471–1479 był kardynałem prezbiterem z tytułem św. Piotra w Okowach, 1479–1483 kardynałem biskupem Sabiny i 1483–1503 kardynałem biskupem Ostia e Velletri. W latach 1476–1503 sprawował funkcję legata w Awinionie. W latach 1480–1482 pełnił funkcję legata we Francji, gdzie był rozjemcą pomiędzy arcyksięciem Maksymilianem I a królem Ludwikiem XI. Ponadto w 1479 sprawował funkcję kamerlinga Świętego Kolegium Kardynalskiego. W czasach gdy della Rovere był jednym z bardziej wpływowych kardynałów, za jego protekcją wybrano papieża Innocentego VIII. Był zagorzałym wrogiem Aleksandra VI, po którego elekcji uciekł do Francji i ukrywał się niemal przez cały czas jego pontyfikatu.

### Wybór na papieża
Po śmierci Aleksandra VI nie został wybrany della Rovere, lecz Pius III, który po 26 dniach pontyfikatu zmarł. Drugie konklawe z 1503 obradowało zaledwie jeden dzień, po którym wybrało kardynała Giuliano della Rovere nowym papieżem. Juliusz II zapewnił sobie elekcję dzięki symonii, którą następnie surowo potępiał.

### Pontyfikat
Juliusz II dążył do poszerzenia i umocnienia granic Państwa Kościelnego, osłabionego pod rządami Borgiów. Po śmierci zagrażającego mu Cezara Borgii, papież przystąpił do prób odbicia Romanii. Dzięki sojuszowi z Niemcami i Francją udało mu się osiągnąć ten cel niemal całkowicie w 1504 (nie odzyskał jedynie Faenzy i Rimini). Dwa lata później zajął Perugię i Bolonię, a w marcu 1509 przyłączył się do antyweneckiej koalicji, Ligi z Cambrai. W kwietniu Juliusz nałożył na Wenecję ekskomunikę, a w maju ją sobie podporządkował – nie chciał jednak nadmiernie jej osłabiać, w perspektywie ewentualnej wojny z Turkami. Wkrótce potem oddał w lenno Ferdynandowi Aragońskiemu Neapol, aby zawrzeć pokój, niezbędny do możliwej wojny z Francją.
Następnym krokiem papieża było osłabienie Francuzów i w tym celu zaatakował on Ferrarę (1510), której ostatecznie nie udało mu się jednak zdobyć, choć zdołał podbić Modenę. W odpowiedzi, król Ludwik XII, w porozumieniu ze zbuntowanymi kardynałami zwołał sobór w Pizie (1 września 1511), który zebrał się w październiku i podjął decyzję o usunięciu papieża z urzędu. Juliusz, obawiając się suspensy, na 19 kwietnia 1512 zwołał sobór laterański V. Jednak jeszcze zanim to nastąpiło, zawiązał w 1511 Ligę Świętą wraz z Wenecją, Hiszpanią i Anglią. Wprawdzie wojska Ligi poniosły klęskę w bitwie pod Rawenną w kwietniu 1512, ale po przybyciu posiłków ze Szwajcarii Francuzi musieli na stałe wycofać się z Włoch, a papież przyłączył do Państwa Kościelnego Parmę.
W sprawach kościelnych sprzeciwiał się symonii, pomimo że sam został wybrany w ten sposób. W 1504 wydał bullę Cum tam divino ustanawiającą z automatu nieważność wyboru papieża dokonanego przy użyciu przekupstwa. Utworzył także pierwsze biskupstwa w Ameryce Południowej, a na soborze laterańskim potępił schizmatyków z Pizy. W 1506, w czasie wojen o panowanie we Włoszech sprowadził najemników ze Szwajcarii, z których potem uformowała się Gwardia Szwajcarska.
Fundator Baszty Papieskiej w Twierdzy w Kamieńcu Podolskim (budowana w latach 1503-1513).

### Życie prywatne
Życie moralne i religijne Juliusza II nie odbiegało od standardów epoki renesansu. Miał co najmniej jedną córkę z Lukrezią Normanni:
- Felice della Rovere[9] (ur. ok. 1483, zm. 27 września 1536), od 1505 żona Gian Giordano Orsiniego (zm. 1517)[11]

Wielu autorów (Pastor, Kelly) twierdzi, że Juliusz II był ojcem jeszcze dwóch innych nieślubnych córek, Giulii i Clarice. Nie udało się jednak znaleźć potwierdzenia tej informacji w źródłach współczesnych. Jako pierwszy informację tę podał dziewiętnastowieczny historyk i genealog Pompeo Litta, który prawdopodobnie błędnie zidentyfikował wnuczki Juliusza II jako jego córki.

### Śmierć
Wyczerpujące kampanie wojenne oddziaływały niekorzystnie na zdrowie papieża. Po Bożym Narodzeniu 1512 nie był w stanie samodzielnie wstać z łóżka. W wyniku uciążliwych gorączek i osłabień jego stan nie ulegał już znacznej poprawie. Juliusz zmarł, w otoczeniu płaczących kardynałów i najbliższych współpracowników, 21 lutego 1513 z powodu malarii.

## Ocena
Przez historyków jest oceniany najczęściej jako papież silny i wybuchowy (nosił przydomek „Il terrible”). Był dobrym administratorem, który pozostawił po sobie pełny skarbiec papieski, podczas gdy zastał go niemal całkowicie opustoszałym. Większość współczesnych mu historyków i kronikarzy uważała go za męża stanu, wyzwoliciela spod tyranii i obrońcę przed „francuskimi barbarzyńcami”.
Szwajcarski teolog i historyk chrześcijaństwa Philip Schaff stwierdził, że nadszarpnięty za pontyfikatu Aleksandra VI wizerunek Stolicy Piotrowej został odbudowany przez Juliusza II dzięki uniknięciu skandali wewnętrznych (pomimo że papież miał co najmniej jedno nieślubne dziecko). Jako poważny błąd papieża uznał brak reformy kościelnej, a jedynie skupienie się na zjednoczeniu Państwa Kościelnego.
Związany z Medyceuszami, XV-wieczny historyk i polityk, Francesco Guicciardini twierdził, że Juliusz II nie ma nic wspólnego ze stanem duchownym, z wyjątkiem noszenia sutanny. Badacz historii papiestwa Ludwig von Pastor odrzucił tę teorię, jako niesprawiedliwą. Pastor twierdził, że della Rovere, dopóki zdrowie mu na to pozwalało, dobrze wypełniał obowiązki kapłańskie. Jego zdaniem papież był jednym z największych następców św. Piotra od czasów Innocentego III. Pomimo podjęcia wielu przedsięwzięć, mających na celu zjednoczenie Państwa Kościelnego przy użyciu przemocy, Pastor uznał Juliusza za „zbawcę papiestwa”.
W podobnym do Pastora tonie wypowiadał się Ferdinand Gregorovius. Uważał on, że Juliusz słusznie prowadził politykę wojskową, mającą na celu zjednoczenie Włoch, jednocześnie nie idąc drogą niemoralności i skandali (jak Aleksander VI). Jego zdaniem, papież był indywidualistą i człowiekiem o wielkiej sile i charakterze.

## Mecenat artystyczny
Był znanym patronem sztuk pięknych i wydawał olbrzymie sumy na fundowanie budowli pałacowych i obronnych. Wspierał m.in. Michała Anioła, Donato Bramantego, Rafaela Santiego. To za jego pontyfikatu i na jego zlecenie Michał Anioł namalował freski zdobiące sklepienie kaplicy Sykstyńskiej. Portrety Juliusza II występują w National Gallery w Londynie (malowany przez Rafaela), w Galerii Uffizi we Florencji (warsztat Rafaela) i Pallazzo Pitti (przypisywany Tycjanowi). Za jego środki rozbudowano zamek kamieniecki. 18 kwietnia 1506 papież osobiście położył kamień węgielny pod nową bazylikę św. Piotra.

## W kulturze masowej
Postać kardynała Giuliano della Rovere (za czasów pontyfikatu papieża Aleksandra VI) w serialu Rodzina Borgiów zagrał amerykański aktor Colm Feore, a w filmie „Konklawe” (2006) – Matthias Koeberlin.
Z kolei w „Udręce i ekstazie” (1965) na podstawie powieści Irvinga Stone’a w rolę papieża Juliusza II wcielił się Rex Harrison.
Postać pojawia się także w powieści Maria Puza „Rodzina Borgiów”.